# Eccidio di Argelato
L'eccidio di Argelato fu una serie di crimini di guerra compiuta nel Maggio del 1945 a Pieve di Cento, di cui furono responsabili alcuni partigiani della brigata Garibaldi "Paolo". 
L'eccidio è da inquadrare nella serie di vendette conseguenti alla fine della guerra civile che aveva infiammato il Nord Italia tra il 1943 e il 1945, in particolare ad Argelato dove vi furono alcuni rastrellamenti ad opera dei militi della Repubblica Sociale Italiana. 
Bisogna tuttavia specificare che parte delle vittime nulla aveva a che fare con l'ormai caduto Regime fascista. 

## La prima strage
L'8 maggio 1945 i partigiani garibaldini della brigata "Paolo" Dino Cipollani e Guido Belletti prelevarono la professoressa Laura Emiliani e la portarono nella sede del CLN dove fu presa in consegna dalla polizia partigiana comandata da Luigi Borghi. Il giorno seguente Vittorio Caffeo, che era stato il commissario politico della brigata partigiana, sequestrò il vecchio podestà di San Pietro in Casale Sisto Costa con la moglie Adelaide e il figlio Vincenzo; a questi si aggiunsero nove cittadini di Cento: Enrico Cavallini, Giuseppe Alborghetti, Dino Bonazzi, Guido Tartati, Ferdinando Melloni, Otello Moroni, Vanes Maccaferri, Augusto Zoccarato e Alfonso Cevolani. Guido Cevolani, fratello di uno dei sequestrati di Cento, resosi conto della situazione, inseguì i partigiani e - scoperto il luogo in cui erano stati posti in detenzione - dopo un drammatico colloquio ottenne la liberazione del fratello.
Cevolani durante il confronto riuscì ad intravedere uno dei prigionieri con il volto completamente coperto di sangue. Il 9 maggio 1945 i prigionieri furono sottoposti al giudizio di un tribunale partigiano e sommariamente condannati a morte. Privati degli effetti personali, che furono spartiti tra i partigiani, furono tutti strangolati. Guido Cevolani fu poi determinante nel far individuare alle forze dell'ordine gli autori della strage.

## La seconda strage, i fratelli Govoni

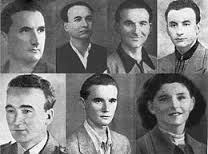
I fratelli Govoni

Tra le vittime di questa seconda strage vi furono i sette fratelli Govoni (Dino, Emo, Augusto, Ida, Marino, Giuseppe, Primo). Subito dopo il 25 aprile i due fratelli Marino e Dino Govoni furono convocati dal CLN, ma non essendo possibile muovergli alcun addebito furono subito rilasciati. L'11 maggio 1945 i partigiani della Brigata garibaldina "Paolo" si presentarono presso la casa del vecchio padre, dove trovarono soltanto Marino, che fu sequestrato, e sempre il mattino fecero irruzione nella casa di Ida Govoni ove abitava con il marito e, trovata mentre stava allattando la figlia, fu sequestrata. Il marito di Ida, che non volle abbandonare la giovane moglie salì anch'esso sul camion, ma fu poi costretto a discenderne.
L'automezzo proseguì per Pieve di Cento verso il podere di Emilio Grazia dove gli altri cinque fratelli, ignari della situazione, si erano recati per ballare e lì furono anch'essi sequestrati nonostante il fatto che i partigiani, mentendo, avessero assicurato che si trattava solo di "accertamenti di polizia". Si salvò invece una ottava sorella, Maria, che dopo essersi sposata si era trasferita ad Argelato e non fu rintracciata. Presi prigionieri i sette fratelli, i partigiani andarono a San Giorgio di Piano a prelevare altre dieci persone, tre delle quali appartenenti alla stessa famiglia, il nonno Alberto, il padre Cesarino e Ivo Bonora, diciannovenne, oltre a Guido Pancaldi, Ugo Bonora, Alberto Bonvicini, Giovanni Caliceti, Giacomo Malaguti, Guido Mattioli, Vinicio Testoni.
Tra i nuovi prelevati figurava anche Giacomo Malaguti, 22 anni, sottotenente di artiglieria dell'esercito dell'Italia del Sud, per il quale aveva combattuto contro i tedeschi nella Battaglia di Montecassino, rimanendo ferito, e aveva fatto la campagna in una unità italiana aggregata all'esercito inglese, che si trovava in licenza presso la famiglia nel paese di San Giorgio di Piano. Aveva manifestato però avversione al comunismo a causa delle ripetute violenze, tanto da rivolgersi ai partigiani con un "Voi comanderete ancora una settimana e poi vi sistemeremo tutti", facendo riferimento agli angloamericani che non avrebbero tollerato violenze. Egli era già stato arrestato dalla Polizia partigiana e rilasciato.
Dapprima alla spicciolata, poi sempre più numerosi, arrivarono altri comunisti alla casa colonica di Emilio Grazia. Per ore, nello stanzone dove erano rinchiusi, i prigionieri subirono un violento linciaggio, con pugni, calci e colpi di bastone, furono seviziati, e coloro che non morirono per le torture furono strangolati. Nessuna delle vittime morì per arma da fuoco. I beni trovati in possesso degli uccisi, come accertato dalla magistratura, furono spartiti tra i partigiani. I corpi furono sepolti poco distante in una fossa anticarro. Dopo molti anni dai fatti, quando furono scoperti i corpi, si accertò che quasi tutte le ossa degli uccisi presentavano fratture ed incrinature.  

## Le indagini

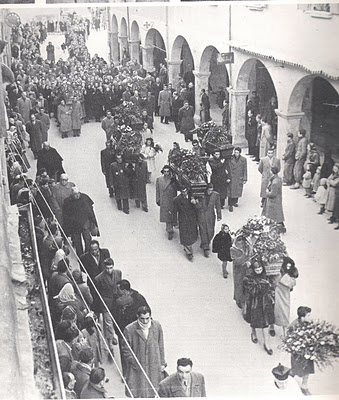
I funerali dei fratelli Govoni il 28 febbraio 1951

Anni dopo, il partigiano Filippo Lanzoni disse con scherno alla madre dei sette fratelli uccisi Caterina Govoni, ancora alla ricerca del luogo in cui erano stati sepolti i figli: Cercali con un cane da tartufi. Il fatto provocò la reazione di Cevolani che decise di fare i nomi che conosceva al maresciallo dei carabinieri di Pieve. Il maresciallo Vincenzo Masala raccolse tutte le prove e ulteriori testimonianze, così alla fine del 1949 denunciò alla magistratura i partigiani della brigata garibaldina "Paolo". Presto fu rintracciata la fossa in cui erano stati sepolti i corpi dei sequestrati insieme al fratello di Cevolani, ma le indagini proseguirono e si spostarono anche sul secondo eccidio, quello che aveva visto vittime i fratelli Govoni.
Le ricerche permisero il 24 febbraio 1951 il rinvenimento di altre due fosse comuni, con venticinque corpi non identificati in una e diciassette nella seconda a breve distanza, che vennero identificati quali vittime della seconda strage, tra i quali furono rinvenuti i resti dei fratelli Govoni. Il 29 febbraio 1951 si svolsero i funerali. Il processo, svoltosi a Bologna vide abbinate le due stragi in un solo procedimento, dato che gli imputati erano gli stessi. Il processo si concluse nel 1953 e riconobbe gli imputati coinvolti in diversi omicidi: ci furono quattro condanne all'ergastolo per Vittorio Caffeo, che era il commissario politico della brigata, per Vitaliano Bertuzzi, il vicecomandante, per Adelmo Benni, che faceva parte del tribunale partigiano che aveva comminato le condanne a morte, e per Luigi Borghi, che operò i sequestri; il comandante della brigata Marcello Zanetti non fu processato perché deceduto nel 1946.
Le condanne all'ergastolo furono comminate esclusivamente per l'omicidio del tenente Malaguti, ma la giustizia comunque non poté fare il suo corso perché gli assassini furono fatti fuggire in Cecoslovacchia e di loro si perse ogni traccia; successivamente, il crimine ricadde nell'Amnistia Togliatti. In seguito, su un libro scritto dal sacerdote Wilson Pignagnoli, si sostenne che i coniugi Cevolani fossero stati prelevati da casa, la donna fu uccisa e il marito, pur ferito, sopravvisse.

## Riconoscimenti
Lo Stato italiano decise di corrispondere a Cesare e Caterina Govoni una pensione di 7.000 lire mensili per i figli perduti, 1.000 per ogni figlio ucciso. Molti anni dopo il segretario di Rifondazione Comunista Fausto Bertinotti, chiamato a tracciare un parallelo tra i sette fratelli Cervi e i sette Govoni ne riconobbe l'innocenza:
(Fausto Bertinotti, segretario di Rifondazione Comunista)